# Olasz nő Algírban
Az Olasz nő Algírban (olaszul L'italiana in Algeri) Gioachino Rossini kétfelvonásos operája. Szövegkönyvét Angelo Anelli írta Luigi Mosca azonos című librettója alapján. Ősbemutatójára 1813. május 22-én került sor a velencei Teatro San Benedettóban. Rossini három legismertebb és legjátszottabb olasz vígoperája közül a legkorábbi („társai” A sevillai borbély és a Hamupipőke).
A mű az önállóan is gyakran hallható nyitányból, 16 zárt számból és secco recitativókból áll. Játékideje: I. felvonás: 65–66 perc, II. felvonás 60–62 perc.

## Szereplők
| Szereplő                                                                                    | Hangfekvés   |
| ------------------------------------------------------------------------------------------- | ------------ |
| Isabella, olasz hölgy                                                                       | alt          |
| Musztafa, az algíri bej                                                                     | basszus      |
| Elvira, Musztafa felesége                                                                   | szoprán      |
| Zulma, rabszolganő, Elvira bizalmasa                                                        | mezzoszoprán |
| Haly, az algériai kalózok vezére                                                            | basszus      |
| Lindoro, fiatal olasz, Isabella szerelme, Musztafa kedvenc rabszolgája                      | tenor        |
| Taddeo, Isabella kísérője                                                                   | basszus      |
| Eunuchok, kalózok, olasz rabszolgák, „pappatacik” (férfikar). Háremhölgyek (néma szereplők) |              |

## Cselekmény
Helyszín: Algír
Idő: 17. század

### Első felvonás
Musztafa bej ráunt feleségére Elvirára, akit itáliai rabszolgájához, Lindoróhoz akar hozzáadni és megbízza Halyt, hogy szerezzen neki olasz feleséget. Így kerül Lindoro szerelme, Isabella, a bej udvarába, nyomában Taddeóval, a makacs öregemberrel, aki reménytelenül szereti. A nő átlátja a helyzetet és gyorsan a bej kegyeibe férkőzik. Amikor a gyanútlan Lindoro és Elvira is a tettek mezejére lépnek, általános zűrzavar kerekedik: senki sem tudja, ki kivel tart és mit akar.

### Második felvonás
Isabella és Lindoro szökésüket tervezik és Taddeóval is megosztják tervüket. Egy szertartás során a nő a Pappataci-rendet (Isabella kitalációja) ajándékozza a bejnek, aki mindhiába erőlködik, hogy szerét ejtse a nővel való meghitt együttlétnek. Miközben a bej serényen gyakorolja a kitüntetéssel járó feladatokat, Isabella, Lindoro és Taddeo megszöknek. A rászedett bej bűnbánóan visszatér feleségéhez.

## Híres áriák
- Cruda sorte! Amor tiranno! – Isabella áriája (első felvonás)
- Ai capricci della sorte – Isabella és Taddeo duettje (első felvonás)
- Ho un gran peso sulla testa – Taddeo áriája (második felvonás)
- Per lui che adoro – Isabella áriája (második felvonás)
- Pensa alla patria – Isabella áriája (második felvonás)

## Fontosabb felvételei
A mű etalonfelvétele a kritikai kiadás alapján készült:
- Ruggero Raimondi (Musztafa), Agní Bálca (Isabella), Enzo Dara (Taddeo) stb.; Bécsi Állami Opera Énekkara, Bécsi Filharmonikusok, vezényel: Claudio Abbado (1987) Deutsche Grammophon 427 331-2 [A felvétel magyar közreműködője Gonda Anna Zulma szerepében.]

Népszerű a Marilyn Horne, Kathleen Battle és Samuel Ramey előadásában, Claudio Scimone vezényletével készült felvétel. Gabriele Ferro vezényel azon a korongon, amelyen Lucia Valentini Terrani énekli Isabella szerepét. Silvio Varviso vezényelte a firenzei Maggio Musicale Zenekarát, a főbb szerepeket Teresa Berganza, Luigi Alva, Paolo Montarsolo éneklik.
Bár a mű többször is megjelent DVD-n, klasszikusnak egyik változat sem nevezhető kisebb-nagyobb hibáik és megoldatlanságaik miatt. Jennifer Larmore énekel az Andrei Serban által rendezett előadásban (2007): a fantasztikus jelmezek és pontos rendezés sem feledteti a főszereplő fakó hangját. Hasonló gondokkal küszködik a Doris Soffel címszerepelte változat (Schwetzinger Festspiele, 1987, rendezte Michael Hampe). Marilyn Horne és Paolo Montarsolo főszereplésével rögzítette Jean-Pierre Ponnelle rendezését a Metropolitan Opera DVD-re (vezényel: James Levine).